# 266-я истребительная авиационная дивизия
266-я истреби́тельная авиацио́нная диви́зия (266-я иад) — соединение Военно-Воздушных сил (ВВС) Вооружённых Сил РККА, принимавшее участие в боевых действиях Великой Отечественной войны.

## Наименования дивизии
- 266-я истребительная авиационная дивизия
- 266-я штурмовая авиационная дивизия
- 266-я Полтавская штурмовая авиационная дивизия
- 8-я гвардейская штурмовая авиационная Полтавская дивизия
- 8-я гвардейская штурмовая авиационная Полтавская Краснознамённая дивизия
- 8-я гвардейская штурмовая авиационная Полтавская Краснознамённая ордена Суворова II степени дивизия
- 8-я гвардейская штурмовая авиационная Полтавская Краснознамённая орденов Суворова и Богдана Хмельницкого дивизия
- Полевая почта 36653

## Создание дивизии
266-я истребительная авиационная дивизия сформирована в июне 1942 года за счёт полков, прибывших в состав дивизии после формирования в запасных полках.

## Переформирование дивизии
266-я истребительная авиационная дивизия была переформирована 22 августа 1942 года на основании Приказа НКО в 266-ю штурмовую авиационную дивизию.

## В действующей армии
В составе действующей армии:
- с 9 июня 1942 года по 30 августа 1942 года.

## Командир дивизии
| Звание    | Имя                        | Период                  | Примечание                                |
| --------- | -------------------------- | ----------------------- | ----------------------------------------- |
| Полковник | Осадчий Александр Петрович | 09.06.1942 — 21.08.1942 | Убыл на должность командира 207-й иад     |
| Полковник | Родякин Фёдор Георгиевич   | 22.08.1942 — 30.08.1942 | Назначен на должность командира 266-й шад |

## В составе объединений
| Дата          | Фронт (округ)     | Армия               | Примечания |
| ------------- | ----------------- | ------------------- | ---------- |
| 09.06.1942 г. | Брянский фронт    | 2-я воздушная армия | -          |
| 09.07.1942 г. | Воронежский фронт | 2-я воздушная армия | -          |
| 29.07.1942 г. | Воронежский фронт | 2-я воздушная армия | -          |

## Части и отдельные подразделения дивизии
За весь период своего существования боевой состав дивизии претерпевал изменения, в различное время в её состав входили полки:
| Период                        | Части                                 | Примечание                                                |
| ----------------------------- | ------------------------------------- | --------------------------------------------------------- |
| 03.06.1942 г. — 25.08.1942 г. | 15-й истребительный авиационный полк  | Убыл во 2-й запасной истребительный авиационный полк      |
| 01.06.1942 г. - 05.09.1942 г. | 274-й истребительный авиационный полк | Передан в состав 288-й истребительной авиационной дивизии |
| 04.05.1942 г. — 24.08.1942 г. | 239-й истребительный авиационный полк | Убыл во 2-й запасной истребительный авиационный полк      |
| 29.06.1942 г. — 29.08.1942 г. | 252-й истребительный авиационный полк | Убыл в 16-й запасной истребительный авиационный полк      |
| 30.06.1942 г. — 08.07.1942 г. | 824-й истребительный авиационный полк | Передан в состав 227-й штурмовой авиационной дивизии      |
| 10.08.1942 г. — 22.08.1942 г. | 438-й истребительный авиационный полк | Передан в состав 267-й штурмовой авиационной дивизии      |

## Участие в операциях и битвах
- Воронежско-Ворошиловградская операция - с 9 июня 1942 года по 24 июля 1942 года
  - Касторненская оборонительная операция - с 28 июня 1942 года по 24 июля 1942 года
  - Валуйско-Россошанская оборонительная операция - с 28 июня 1942 года по 24 июля 1942 года

## Итоги боевой деятельности
| Полк                                  | Боевых вылетов | Потеряно лётчиков | Потеряно самолётов | Сбито самолётов противника |
| ------------------------------------- | -------------- | ----------------- | ------------------ | -------------------------- |
| 15-й истребительный авиационный полк  | 275            | 9                 | 16                 |                            |
| 274-й истребительный авиационный полк | 365            | 6                 | 9                  |                            |
| 239-й истребительный авиационный полк | 320            | 6                 | 15                 |                            |
| 252-й истребительный авиационный полк | 223            | 7                 | 17                 | 14                         |
| 824-й истребительный авиационный полк |                |                   |                    | 4                          |
| 438-й истребительный авиационный полк | 613            | 4                 | 8                  | 8                          |
| Итого:                                | 1796           | 32                | 65                 |                            |